# Dariusz Węcławski
Dariusz Tomasz Węcławski (ur. 12 maja 1971 w Działdowie, zm. 13 lutego 2023 w Ciechanowie) – polski poeta i prozaik, wydawca i animator kultury.

## Życiorys
Absolwent Wydziału Ochrony Środowiska Uniwersytetu Warmińsko-Mazurskiego w Olsztynie. Pochodził z Iłowa, ale przez większość życia mieszkał w Ciechanowie. Wydał cztery książki poetyckie: Moje tam (Warszawa 1999), "…zasuszone róże ożywają na końcu świata…” (Ciechanów 2003), Droga (Ciechanów 2008) i Wiersze straszne i przerażające (Ciechanów 2014). W 2022 r. ukazały się dwie jego książki prozą: Ciechanów Ukrainie i Ćwierćwiecze Parafii pw. Matki Bożej Fatimskiej w Ciechanowie 1966-2021 (wraz z ks. Janem Jóźwiakiem). Wiersze Dariusza Węcławskiego zostały przetłumaczone na język albański, hebrajski, angielski, publikowano w regionalnych i lokalnych czasopismach, periodykach literackich oraz almanachach.
Był członkiem Związku Literatów na Mazowszu, od 2014 r. wiceprezesem Stowarzyszenia. Pisał wiele recenzji do tomików poezji a także spektakli Witkacego (publikowanych w „Dzienniku Teatralnym”, „e-teatr” i prasie lokalnej). Był współautorem i wydawcą tomu Płomyki Pamięci (2011), wydawcą i współautorem czterech tomików poezji osób chorych na stwardnienie rozsiane i ich przyjaciół: W alejach Viteraju (2004), Zielone aleje nadziei (2009), Aleja życia (2010) oraz Czwarta Aleja czyli nasz Hyde Park.
Dariusz Węcławski był twórcą i organizatorem cyklicznych wydarzenie „Dąbkowskie Wieczory Poezji” (ponad 40 edycji w zabytkowym dworku Doberskich w Dąbku). Był jurorem wielu konkursów literackich. Uhonorowany m.in. Odznaką Zasłużony dla Kultury Polskiej (2016) oraz Medalem za Zasługi dla Ciechanowa (2017).
Zmarł nagle w ciechanowskim szpitalu. Pochowany został na miejscowym cmentarzu komunalnym. 